# مركز هوبكنز لحلول تفاوت الصحة
مركز هوبكنز لحلول تفاوت الصحة (بالإنجليزية: Hopkins Center for Health Disparities Solutions HCHDS)، هو مركز أبحاث في مدرسة جون هوبكينز بلومبيرغ للصحة العامة، أقيم في تشرين الأول 2002 مع منحة ل5 سنين من المركز الوطني لصحة الأقليات وتفاوت الصحة، لمنظمة الصحة العالمية برعاية مراكز الامتياز في المشاركة بامتداد اجتماعي، أبحاث في تفاوت الصحة، وبرامج التدريب. كافح المركز لإبادة التفاوت في الصحة والرعاية الصحية وسط المجموعات العرقية، والمجموعات الاجتماعية الاقتصادية، والطبقات الجغرافية السياسية مثل المتحضرين، القرويين وسكان الضاحية.
يعمل المركز أيضاً بالتعاون مع منظمات العمل الاجتماعي، مؤسسات خدمات الاقليات ومجمع الزنوج التاريخي لتحسين المعرفة في أسباب التفاوت الصحي وتطوير الخلل للتخلص من تلك الاختلافات. بشكل خاص تعاون المركز مع الكينونات المنظمية JHU وكذلك مع المؤسسة العالمية للشيخوخة والمختبر الخليوي وعلم الأحياء الجزيئي التابع لمركز الأبحاث الشيخوخة; جامعة شاو،(Operation Reach Out South West (OROSWو Nora, LLC.
صُمِم المركز كمركز شامل دولي كتميز في فوارق الصحة من قبل NCMHD لمنظمة الصحة العالمية، وفي 2007 استحق 5 سنوات إضافية ليستمر في عمله.
وكان للمركز هدف دولي يركز عليه على الرغم من أن أغلب عمله كان في نطاق محلي في منطقة
بالتيمور، ماريلاند.

## مهمة«استكشاف وتحرِّ من أجل المساواة الصحية»
مهمة مركز هوبكنز لحلول التفاوت الصحي هي بنشر وإنتاج المعرفة لتقليص التفاوت بين التصنيفات الطبقية والعرقية في الحالة الصحية والرعاية الصحية من خلال البحث والتدريب والمشاركة الجماعية والدفاعية.

## بحث

### دراسة لاستكشاف الفوارق الصحية في المجتمعات المتطورة (EHDIC)
وهي دراسة واسعة تعاونية تتضمن محددات الاختلافات في الحالات المزمنة. وتحقيق تقدم في تفهم طبيعة الفوارق الصحية والذي يتطلب معطيات تكون عرقية- نسبية بينما يتم السيطرة على الارتباك بين العرقية، الحالات الاجتماعية الاقتصادية (SES) والتمييز العنصري. هذه الدراسة هي دراسة متعددة الجماعات تعنون المشاكل وذلك باختبار طبيعة التفاوت الصحي في المجتمعات المتعددة العرقية بدون اختلافات في (SES).

### دراسة الصحة الكلية والعافية
الوزن الزائد والسمنة هي أمراض شائعة في الولايات المتحدة، خاصة بين الأقليات. هذه الأمراض تساهم في فترات لاحقة من الحياة في التسبب بأمراض مزمنة مثل سكري النمط الثاني وارتفاع ضغط الدم. قاد المركز دراسة عرضية بين الطلاب المتخرجين من كلية الزنوج التاريخية أو (HBCU) في منطقة Mid-Atlantic.
الحاضرون كانوا 392 منهم الأمريكيون الأفارقة المتخرجون منذ ربيع 2003. جمع المعلومات تم بطريقة أوراق الإدارة الذاتية واستطلاعات مباشرة مرتكزة على الوزن، فعاليات إدارة الوزن، تاريخ الوزن ومؤشرات الحالة الصحية.
===التقييم التنظيمي الكفاءة الثقافية (COA360°)=== (COA360°) هي أداة تحديد الكفاءة الثقافية والتي تقيّم مدى تأهب منظمة الرعاية الصحية، أو وحدة ما في المنظمة لتلبية حاجات فورية لسكان الولايا ت المتحدة الأمريكية. طورت وأيّدت من قبل أبحاث Johns Hopkins ، وميزتها أنها تؤمن «نظرة مداها 360 درجة» على الجمعية ونظرة من فيها من مدراء، مقدمي الرعاية الصحية، طاقم العاملين، المرضى أكثر من التركيز على مزود واحد للرعاية الصحية كما هي الحالة مع أدوات تحديد الكفاءة في أيامنا الحالية. نظام الخدمة المباشرة هو نظام أوتوماتيكي الذي يحدد مدى التطوير المطلوب لمنظمة الرعاية الصحية التي تؤمن الرعاية للسكان المتعددي اللغات والثقافات.

### قياس الثقة بالرعاية الصحية
هذه الدراسة لاختبار الخصائص المقياسية النفسية للمقياس الجديد ثقة/عدم ثقة لنظام الرعاية الطبية. الثقة تنتج من العلاقات المتبادلة التي تشكل المجتمع المدني يثق بالرعاية الصحي بدون حرج. المرضى أصلاً ضعفاء في المواجهات الطبية فعليهم الثقة بالمؤسسات والأشخاص المسؤولون عن رعايتهم الصحية. على المرضى أن يثقوا بأن الأشخاص المسؤولون عن الرعاية مؤهلون وينصب تركيزهم على تقديم الأفضل عند اتخاذ القرارات العلاجية. عليهم أن يثقوا بأن شركاتصناعة الدواء قاموا بتطوير الأدوية الفعالة وأن الوكالات التنظيمية قامت بمراقبتها. وأن منظمة الرعاية الصحية وطاقمها ستدير معلوماتها الطبية بشكل شرعي حذر.

### العوامل البيئية للتبغ المستخدم من قبل الشباب الأسبان البالغين
المجتمع الأسباني في مدينة بلتيمور، قسم الصحة في مدينة بالتيمور،HCHDS ، وأصحاب مصلحة آخرون يتعاونون لاختبار المعرفة للعوامل المؤثرة (مثل: المجتمع/الجوار) في زيادة استخدام التبغ في المجتمع الأسباني، مع التركيز على أعمار السكان بين 18-24.

### تحسين معرفة الأهل بالنشاطات البدنية
معرفة الأهل بصحة الأطفال والأمور التطويرية يمكن ان يكون لها أثر فعال على صحة الطفل. الوعي المتزايد بمجالات يتطلب الأهل فيها المزيد من الإرشاد، يمكن أن يساعد استراتيجيات الأطباء السريرين الموجهة للأهل وتقلِّص العجز في المعرفة وتزيد جودة الرعاية بالمقابل تقل الفروقات بالصحة عند الأطفال. 
الهدف الرئيسي لهذا المشروع هو تطوير مجموعة من الأسئلة المساعدة في معرفة الاهل المتعلقة بالنشاطات البدنية للأطفال بعمر 5سنين فما فوق لتزويدهم بقدرة تمهيدية ودراسات صحيحة بهذه الأسئلة.

## التربية والتدريب
Kellogg Community Scholars وThe Urban Health Institute Fellows هما فرصتان للتدريب لدراسات ما قبل الدكتوراه موجودتان في مدرسة Johns Hopkins Bloomberg للصحة العامة والتي تعالج قضايا التفاوت الصحي.

### Kellogg Community Scholars
الهدف الرئيسي لبرنامج هذه المدرسة هو زيادة عدد عدد الكليات في المدارس المتخصصة بالصحة، مع التأكيد على مدارس الصحة العامة، التي حازت على كفاءة قيادة البحث والتعليم الذي أساسه المشاركة الجماعية، والتي تفهمت محددات الصحة العامة لبناء مجتمعات ذات كفاءة عالية، وكالات مرتبطة بالصحة ومراكز أكاديمية لتعمل كشركاء في البحث والتعليم والخدمات.

### Urban Health Institute Fellows
الهدف الأساسي لبرنامج المنحة لدراسة ما قبل الدكتوراه هو تعزيز قادة المستقبل في مجال أبحاث الصحة المدنية. الأعضاء وجميع العاملون مع كلية هوبكنز يحملون على عاتقهم البحث والنشر في قضايا مثل الجريمة، البطالة، الفقر، التمييز العنصري، السكري، ارتفاع ضغط الدم وأمراض مزمنة أخرى.

### فرص التدريب للتخرج
بالإضافة لمنح شهادات الدكتوراه والماجستير، تمنح مدرسة بلومبرغ للصحة العامة أيضاً شهادات في التخصص بالتفريق العنصري بالصحة العامة. ويستطيع الطالب الحصول على شهادة الدكتوراه أو الماجستير من أي قسم تابع للمدرسة، وكذلك استحقاق شهادة اختيارية في موضوع تخصصي. حالياً تمنح المدرسة شهادات ب21 اختصاص تتضمن برنامج شهادة في الفوارق الصحية وعدم المساواة الصحية، أنشأت من قبل الدكتورة LaVeist و Gaskin في 2003. البرنامج يستقبل الطلاب المسجلين في أي برنامج تخرج من جامعة جونز هوبكنز.

## نادي الصحافة
أقيمت عام 2003 واسمها Critical Issues in Health Disparities وتركز عبى التفاوت الصحي، عدم المساواة والظلم. الغاية من الصحيفة هو زيادة الوعي على قضايا ونزاعات متعلقة بهذه المواضيع، وذلك بإتاحة الفرص للطلاب الطاقم، والأعضاء.
- الاستماع لخبراء في المجال
- إثارة المناظرات والمحادثات مع الآخرين
- متابعة الثقافة الأدبية الحالية
- تطوير الباحثين والطلاب

للصحيفة تركيز قوي على الفوارق العرقية والعنصرية الصحية في الولايات المتحدة، مواضيع النقاش تتضمن:
- تعريف وقياس وتوصيف مفهوم العرقية/العنصرية في الصحة العامة
- كيفية استخدام العرقية/العنصرية في الأبحاث والتطبيقات
- نقطة التقاطع في العرقية/العنصرية مع المحددات الاجتماعية الأخرى (مثل: الجنس، الوضع الاجتماعي الاقتصادي، تمييز المعاملة)
- الحلول/التدخلات (تصميم، تنفيذ، تقييم)
- الاستيعاب الثقافي وهجرة الصحة
- الكفاءة الثقافية
- التفريق بين الفوارق العرقية/العنصرية في الصحة والعناية الصحية
- المنظور التاريخي للفوارق العرقية/العنصرية
- التفاعل بين المريض والمعالج

## أشخاص بارزون
- Thomas LaVeist،PhD، مدير
- Roland Thorpe Jr، PhD ، مدير مشاريع
- Rachel Howard ،MPH ، مدير تنفيذي
- Diane Griffin ، منظم تنفيذي
- Caryn Bell ، مساعدة أبحاث
- Shannon Stierhoff ، منظم تسويق
- Sherry Adeyemi
- Pierre Kébreau Alexandre، PhD، MS، MPH
- Sara Bleich، PhD
- Lee Bone، MPH، RN
- Janice Bowie، PhD، MPH
- Tina Clarkson
- Kitty Chan، PhD
- Michele Cooley، PhD، EdM
- Lisa Cooper، MD، MPH
- Lisa Dubay، PhD، ScM
- Jean Ford، MD
- Craig Fletcher، PhD، DVM
- Tiffany Gary-Webb، PhD، MHS
- Darrell Gaskin، PhD
- Chris Gibbons، MD، MPH
- Keisha Pollack، PhD، MPH
- Charles Rohde، PhD
- Joyce Smith

## وصلات خارجية
- مركز هوبكنز لحلول تفاوت الصحة
- المركز الدولي لصحة الأقليات والفوارق الصحية نسخة محفوظة 30 يوليو 2008 على موقع واي باك مشين.

## منشورات
- Gibbons، Michael. eHealth Solutions for Healthcare Disparities. New York: Springer،2007.
- Springer، Thomas. Race, Ethnicity, and Health. San Francisco: Jossey-Bass،2002.
- LaVeist، Thomas. Minority Populations and Health. San Francisco: Jossey-Bass،2005